# Trębaczów (województwo świętokrzyskie)
Trębaczów – wieś w Polsce położona w województwie świętokrzyskim, w powiecie kazimierskim, w gminie Opatowiec.
| SIMC    | Nazwa   | Rodzaj    |
| ------- | ------- | --------- |
| 0258098 | Kolonia | część wsi |

W latach 1975–1998 miejscowość położona była w województwie kieleckim.